# Tormento (novel·la)
Tormento és una novel·la de l'escriptor espanyol Benito Pérez Galdós publicada el 1884. És considerada una de les primeres novel·les espanyoles contemporànies. A banda, comparteix personatges amb la seva predecessora, El doctor Centeno, i la successora, La de Bringas; cosa que ha fet suposar que l'autor podria haver mirat de crear-hi una trilogia. Totes tres van ser desenvolupades en l'anomenat Madrid galdosià.

## Argument, escenari i personatges
La novel·la passa al Madrid d'entre el 1867 i el 1868, tot just abans del destronament de la reina Isabel II i l'inici del Sexenni Revolucionari. En aquest marc històric, Galdós narra, amb un to gairebé humorístic en la presentació literària i cert ritme de fulletó amb final feliç, les desventures del trio esperpèntic format per una jove òrfena (Amparo Sánchez Emperador, àlies "Tormento"), assetjada per la "passió sacrílega" d'un sacerdot sense vocació (Pedro Polo Cortés), i salvada per un indià i murri redimit (Agustín Caballero). El triangle amorós es veu complementat per la presència d'un quart personatge, Rosalía Pipaón, més coneguda com "la de Bringas" per ser l'esposa del modest empleat i "aspirant a canonge" Francisco de Bringas, representants del "vull i no puc" de la burgesia madrilenya de l'època. En l'estructura enganyosament fulletonesca de la novel·la, Rosalía de Bringas fa de "dolenta de la història" quan intenta emparellar l'indià Agustín amb una de les seves filles i quan "empeny al rierol" las germanes Amparo i Refugio (Sánchez Emperador).
El crític Joaquín Casalduero identifica el personatge d'Amparo-Tormento com una al·legoria d'Espanya, "arrossegada a la indignitat i la misèria" per l'eclesiàstic renegat (Pedro Polo) i salvada per un home d'origen humil (Agustín Caballero) que mitjançant l'esforç del seu treball a les Amèriques ha aconseguit una petita fortuna. Amparo Sánchez Emperador, d'esperit noble i innocent però 'turmentada' pel secret pecat que Polo utilitza com a xantatge, i piadosa de més. A Amparo, enamorada d'Agustín però desconfiada i indecisa fins a convertir els seus dubtes en objecte de la crispació de la trama, li caldran totes les pàgines de la novel·la per a fer un pas cap a la llibertat que li asseguri l'indià enfront dels somnis impossibles de l'eclesiàstic renegat.

## Adaptacions
El 1974, se'n va estrenar una versió cinematogràfica homònima, dirigida pel realitzador espanyol Pedro Olea, en què Ana Belén va fer d'Amparo i Concha Velasco, de Rosalía de Bringas.